# Michał Ryłło
Michał Ryłło w j. ros. Михаил Иванович Рылло (ur. w 1839 w Mohylewie, zm. po 1916 w Petersburgu) – polski inżynier architekt pracujący w Rosji, wykładowca Instytutu Technologicznego w Petersburgu.

## Życie
Syn Jana. Ukończył gimnazjum w Mohylewie (1855). Początkowo pracował jako urzędnik w urzędzie gubernatora mohylewskiego, a od 1856 w Sądzie Okręgowym w Mohylewie. W latach 1857–1864 studiował w Instytucie Inżynierów Cywilnych w Petersburgu, który ukończył z tytułem inżyniera z prawem do rangi X klasy. W czasie studiów pracował jako kreślarz w gubernialnej  komisji budowlanej i drogowej w Orłowie. Od 1863 był urzędnikiem o Wydziału Projektów i Kosztorysów Ministerstwa Komunikacji w Petersburgu, od 1864 jako asystenta referenta, a od 1865 młodszy asystent referenta wydziału komunikacji wodnej. Od 1871 był członkiem Petersburskiego Towarzystwa Architektów. Był także członkiem Towarzystwa Pomocy Potrzebującym Studentom przy Instytucie Technologicznym.
W l. 1871- 1891 był wykładowca rysunku i architektury w Instytucie Technologicznym w Petersburgu potem także w Instytucie Elektrotechnicznym. Od 1876 r. był architektem w zarządzie miasta Petersburga, Nadzorował m.in. budowę gmachu Instytutu Inżynierów Cywilnych. W latach 1892–1893 według jego projektu przebudowano most Staro-Kalinski. Projektował także nabrzeże rzeki Fontanki i był autorem projektów wielu kamienic w Petersburgu. W 1891 jako radca stanu przeszedł na emeryturę.

## Literatura
- Гавриил Васильевич Барановский, Рылло, Михаил Иванович, Юбилейный сборник сведений о деятельности бывших воспитанников Института гражданских инженеров (Строительного училища) 1842-1892, Санкт-Петербург 1893, c. 293.